# Атавалпа
Атавалпа, Тиксикапак Инка, Авки Тупак Атау Валпа (шп. Atahualpa; кеч. Ata-wallpa, што на кечуа језику значи „петао“) је био тринаести владар Инка и, мада су Шпанци након његове смрти именовали његове наследнике, сматра се последњим царем Инка. Родио се око 1500. године, али место његовог рођења је непознато.
Када се његов брат, дванаести Инка, Уаскар, крунисао у Куску, био је забринут за свог млађег брата и његов афинитет према војсци, па га је позвао да дође у Куско. Атавалпини саветници, војсковође, саветовали су му да не иде, јер га је тамо, како су они тврдили, чекала сигурна смрт. Атавалпа је поверовао својим генералима и организовао војску северног дела царства и прогласио се царем Инка у Киту. Тако је почео грађански рат Инка.
Успео је да победи Уаскара 1532. године на Кипајапану, поред Куска, и након тога прогласио се „Инком“ или царем. Онда се упутио у Кахамарку како би упознао и заробио шпанске освајаче. Атавалпа је имао са собом неких 70.000 до 200.000 људи, док је Шпанаца било једва 150. Међутим, након муњевитог и неочекиваног напада конкистадора Франсиска Пизара, пао је у шпанско заробљеништво. У затвору је задржао неке привилегије: могао је да управља царством, научио је да пише и чита, а такође се спријатељио са Пизаром. Након неколико месеци, осуђен је због издаје, скривања блага, завереништва против шпанске круне и убиства Уаскара. Као откуп, морао је да сакупи две собе пуне сребра и злата, као и да да своју рођаку Кучиримај Окљо, која је доведена из Куска, Пизару као љубавницу. Иако је испунио све услове, ипак је на крају био погубљен.
Одабрао је смрт вешањем, након што је био крштен као хришћанин. Друга могућност која му се нудила била је да га спале на ломачи ако не би пристао да се крсти.

## Пре освајања
Током историје царства Инка, сваки Сапа Инка је радио на проширењу територије царства. Када је Пачакути, 9. Сапа Инка, владао, проширио је царство на северни Перу. У овом тренутку, Пачакути је послао свог сина Тупака Инка Јупанкија да изврши инвазију и освоји територију данашњег Еквадора. Вест о експанзији Инка стигла је до различитих племена и народа Еквадора. Као одбрану од Инка, андска поглаварства су склапала савезе једни са другима.
Око 1460. Тупак Инка Иупанки, са војском од 200.000 ратника које је послао његов отац, лако је стекао контролу над нацијом Палта у јужном Еквадору и северном Перуу за неколико месеци. Међутим, војска Инка наишла је на жесток отпор Канарија, што је оставило Инке тако импресиониране да су након што су поражени, Канари регрутовани у војску Инка. У северном Еквадору војска Инка наишла је на жешћи отпор савеза између Куита и Канарија. Након што их је победио у бици код Атунтакија, Тупак Јупанки је послао насељенике у данашњи град Кито и поставио као гувернера Чалко Мајта, који је припадао племству Инка.
Око 1520. године, племена Китоса, Караса и Пуруха побунила су се против Инка Хуајна Капака. Он је лично предводио своју војску и победио побуњенике у бици код Лагуна де Јавакуча где је дошло до таквог масакра да се језеро претворило у крв. Савез северних племена је пропао и коначно прекинут када се Хуајна Капак оженио са Пача Дучиселом, краљицом Китоса, због чега су га признали за монарха, овај брак је био основа савеза који је гарантовао моћ Инка у овој области.
Након што је Хуајна Капак умро 1525. године, Атахуалпу је његов брат Хуаскар именовао за гувернера Кита. Атахуалпа је победио Хуаскарову војску, послату зато што је Инка мислио да би његов брат могао да га збаци и у том процесу је освојио и владао Царством Инка као Сапа Инка. Његова владавина трајала је само неколико месеци пре него што га је заробила војска Франсиска Пизара, који је стао на страну Куско присталица погубљеног Инка Хуаскара. Шпански освајачи су погубили Атахуалпу у јулу 1533. године.

## Грађански рат Инка
Хуаскар је видео Атахуалпу као највећу претњу својој моћи, али га није свргнуо са трона да би поштовао жеље свог покојног оца. Уследио је напети петогодишњи мир, Хуаскар је искористио то време да добије подршку Канарија, моћне етничке групе која је доминирала великим територијама на северу царства и задржала кивност против Атахуалпе, који се борио против њих током похода његовог оца. До 1529. односи између два брата су се прилично погоршали. Према хроничару Педру Пизару, Хуаскар је послао војску на север која је напала Атахуалпу у Тумебамби и поразила га. Атахуалпа је заробљен и затворен у „тамбо” (склоништа поред пута изграђена за гласнике), али је успео да побегне. Током боравка у заточеништву, задобио је посекотине и изгубио је уво. Од тада је носио покривач за главу који му се закопчавао испод браде како би сакрио повреду. Међутим, хроничар Мигел Кабело де Балбоа сматра да је ова прича о заробљавању невероватна, јер да су Атахуалпу ухватиле Хуаскарове снаге, одмах би га погубили.
Атахуалапите снаге су наставиле да побеђују, као резултат стратешких способности Квизквиза и Калкучимака. Атахуалпа је започео споро напредовање на Куско. Док је био у Маркахуамачуку, послао је изасланика да се консултује са пророчиштем Хуаке (бога) Катекила, који је прорекао да ће се Атахуалпино напредовање лоше завршити. Бесан на пророчанство, Атахуалпа је отишао у светилиште, убио свештеника и наредио да се храм уништи. Током овог периода, он је први пут сазнао да су Пизаро и његова експедиција стигли у царство.
Атахуалпини водећи генерали били су Квизкиз, Чалкучимак и Румињави. У априлу 1532. Квизкиз и његови сарадници предводили су армије Атахуалпе до победе у биткама код Мулихамбата, Чимбораса и Кипајпана. Битка код Кипајпана била је последња између сукобљене браће. Квизкиз и Чалкучимак су поразили Хуаскарову војску, заробили га, убили његову породицу и заузели престоницу Куско. Атахуалпа је остао у андском граду Кахамарка, где је наишао на Шпанце, које је предводио Пизаро.

## Шпанско освајање
У јануару 1531. шпанска експедиција коју је предводио Франсиско Пизаро, са мисијом да освоји Царство Инка, искрцала се на острво Пуна. Пизаро је са собом довео 169 људи и 69 коња. Шпанци су кренули на југ и заузели Тумбес, где су чули за грађански рат који Хуаскар и Атахуалпа воде један против другог. Отприлике годину и по дана касније, у септембру 1532, након што је стигло појачање из Шпаније, Пизаро је основао град Сан Мигел де Пиура, а затим је кренуо ка срцу царства Инка, са снагама од 106 пешака и 62 коњаника. Атахуалпа, у Кахамарки са својом војском од 80.000 војника, чуо је да ова група странаца напредује у царство и послао је племића Инка да истражи. Племић је остао два дана у шпанском логору правећи процену оружја и коња Шпанаца. Атахуалпа је одлучио да 168 Шпанаца не представљају претњу за њега и његових 80.000 војника, те их је позвао да посете Кахамарку и да се сретну са њим, очекујући да ће их заробити. Пизаро и његови људи су тако напредовали без отпора кроз веома тежак терен. У Кахамарку су стигли 15. новембра 1532. године.
Атахуалпа и његова војска су се улогорили на брду недалеко од Кахамарке. Он је боравио у згради близу термалних извора Коној, док су његови војници били у шаторима постављеним око њега. Када је Пизаро стигао у Кахамарку, град је био углавном празан осим неколико стотина ропкиња. Шпанци су били смештени у дугачким зградама на главном тргу и Пизаро је послао представнике Инкама, које је водио Ернандо де Сото. Групу је чинило 15 коњаника и тумач; убрзо након тога де Сото је послао још 20 коњаника као појачање у случају напада Инка. Предводио их је брат Франциска Пизара, Ернандо Пизаро.